# Camponotus aureopilus
Camponotus aureopilus é uma espécie de inseto do gênero Camponotus, pertencente à família Formicidae.

## Subespécies
- C. a. aureopilus
- C. a. velutinus